# Associazione Calcio Padova 1970-1971
Questa pagina raccoglie i dati riguardanti l'Associazione Calcio Padova nelle competizioni ufficiali della stagione 1970-1971.

## Stagione
Nella Serie C - girone A il Padova si classifica al terzo posto con 49 punti, dietro alla Reggiana con 58 punti promossa in Serie B, e all'Alessandria con 52 punti.

## Rosa
| N. |                   | Ruolo | Calciatore          |
| -- | ----------------- | ----- | ------------------- |
|    | Italia (bandiera) | P     | Sergio Buso         |
|    | Italia (bandiera) | P     | Claudio Galassi     |
|    | Italia (bandiera) | D     | Siro Dal Pozzolo    |
|    | Italia (bandiera) | D     | Guido Doz           |
|    | Italia (bandiera) | D     | Mario Furlan        |
|    | Italia (bandiera) | D     | Mauro Gatti         |
|    | Italia (bandiera) | D     | Adriano Grava       |
|    | Italia (bandiera) | D     | Paolo Marengo       |
|    | Italia (bandiera) | D     | Roberto Marin       |
|    | Italia (bandiera) | D     | Lorenzo Miozzo      |
|    | Italia (bandiera) | C     | Maurizio Barbierato |
|    | Italia (bandiera) | C     | Luciano Bigon       |

| N. |                   | Ruolo | Calciatore         |
| -- | ----------------- | ----- | ------------------ |
|    | Italia (bandiera) | C     | Carlo Chiodi       |
|    | Italia (bandiera) | C     | Dionisio Collavini |
|    | Italia (bandiera) | C     | Roberto Filippi    |
|    | Italia (bandiera) | C     | Achille Fraschini  |
|    | Italia (bandiera) | C     | Antonio Griggio    |
|    | Italia (bandiera) | C     | Gritto Modonese    |
|    | Italia (bandiera) | C     | Roberto Panisi     |
|    | Italia (bandiera) | C     | Roberto Tombolato  |
|    | Italia (bandiera) | A     | Giuliano Boscolo   |
|    | Italia (bandiera) | A     | Giuseppe Lazzaro   |
|    | Italia (bandiera) | A     | Flaviano Zandoli   |

## Risultati

### Campionato

#### Girone di andata
| 1ª giornata | Padova | 1 – 0 | Solbiatese |  |

| 2ª giornata | Verbania | 2 – 2 | Padova |  |

| 3ª giornata | Padova | 5 – 1 | Parma |  |

| 4ª giornata | Derthona | 0 – 2 | Padova |  |

| 5ª giornata | Padova | 2 – 1 | Legnano |  |

| 6ª giornata | Sottomarina | 1 – 1 | Padova |  |

| 7ª giornata | Padova | 1 – 0 | Rovereto |  |

| 8ª giornata | Seregno | 3 – 2 | Padova |  |

| 9ª giornata | Padova | 1 – 0 | Treviso |  |

| 10ª giornata | Monfalcone | 0 – 0 | Padova |  |

| 11ª giornata | Padova | 2 – 1 | Lecco |  |

| 12ª giornata | Venezia | 1 – 2 | Padova |  |

| 13ª giornata | Padova | 0 – 1 | Reggiana |  |

| 14ª giornata | Triestina | 1 – 4 | Padova |  |

| 15ª giornata | Padova | 1 – 0 | Pro Patria |  |

| 16ª giornata | Alessandria | 2 – 1 | Padova |  |

| 17ª giornata | Padova | 1 – 0 | Trento |  |

| 18ª giornata | Piacenza | 1 – 1 | Padova |  |

| 19ª giornata | Padova | 1 – 0 | Udinese |  |

#### Girone di ritorno
| 20ª giornata | Solbiatese | 1 – 1 | Padova |  |

| 21ª giornata | Padova | 2 – 0 | Verbania |  |

| 22ª giornata | Parma | 2 – 1 | Padova |  |

| 23ª giornata | Padova | 2 – 1 | Derthona |  |

| 24ª giornata | Legnano | 1 – 0 | Padova |  |

| 25ª giornata | Padova | 1 – 0 | Sottomarina |  |

| 26ª giornata | Rovereto | 1 – 0 | Padova |  |

| 27ª giornata | Padova | 2 – 0 | Seregno |  |

| 28ª giornata | Treviso | 1 – 0 | Padova |  |

| 29ª giornata | Padova | 2 – 1 | Monfalcone |  |

| 30ª giornata | Lecco | 0 – 0 | Padova |  |

| 31ª giornata | Padova | 4 – 3 | Venezia |  |

| 32ª giornata | Reggiana | 3 – 0 | Padova |  |

| 33ª giornata | Padova | 2 – 0 | Triestina |  |

| 34ª giornata | Pro Patria | 1 – 1 | Padova |  |

| 35ª giornata | Padova | 1 – 0 | Alessandria |  |

| 36ª giornata | Trento | 1 – 0 | Padova |  |

| 37ª giornata | Padova | 0 – 0 | Piacenza |  |

| 38ª giornata | Udinese | 1 – 1 | Padova |  |

## Statistiche

### Statistiche di squadra
| Competizione       | Punti | In casa | In casa | In casa | In casa | In casa | In casa | In trasferta | In trasferta | In trasferta | In trasferta | In trasferta | In trasferta | Totale | Totale | Totale | Totale | Totale | Totale | DR  |
| Competizione       | Punti | G       | V       | N       | P       | Gf      | Gs      | G            | V            | N            | P            | Gf           | Gs           | G      | V      | N      | P      | Gf     | Gs     | DR  |
| ------------------ | ----- | ------- | ------- | ------- | ------- | ------- | ------- | ------------ | ------------ | ------------ | ------------ | ------------ | ------------ | ------ | ------ | ------ | ------ | ------ | ------ | --- |
| Serie C - Girone A | 49    | 19      | 17      | 1       | 1       | 31      | 9       | 19           | 3            | 8            | 8            | 19           | 23           | 38     | 20     | 9      | 9      | 50     | 32     | +18 |

### Statistiche dei giocatori
| Giocatore      | Serie C  | Serie C |
| Giocatore      | Presenze | Reti    |
| -------------- | -------- | ------- |
| S. Buso        | 29       | ?       |
| C. Galassi     | 9        | ?       |
| S. Dal Pozzolo | 35       | 2       |
| G. Doz         | 16       | 0       |
| M. Furlan      | 15       | 0       |
| M. Gatti       | 35       | 0       |
| A. Grava       | 1        | 0       |
| P. Marengo     | 1        | 0       |
| R. Marin       | 30       | 0       |
| L. Miozzo      | 7        | 0       |
| M. Barbierato  | 12       | 0       |
| L. Bigon       | 1        | 0       |
| C. Chiodi      | 37       | 0       |
| D. Collavini   | 20       | 0       |
| R. Filippi     | 36       | 3       |
| A. Fraschini   | 37       | 3       |
| A. Griggio     | 1        | 0       |
| G. Modenese    | 29       | 14      |
| R. Panisi      | 37       | 6       |
| R. Tombolato   | 1        | 0       |
| G. Boscolo     | 13       | 1       |
| G. Lazzaro     | 1        | 0       |
| F. Zandoli     | 38       | 19      |